# 10303 Freret
A 10303 Freret (ideiglenes jelöléssel 1989 RD2) a Naprendszer kisbolygóövében található aszteroida. Eric Walter Elst fedezte fel 1989. szeptember 2-án.